# 能勢妙見山 (日蓮宗)

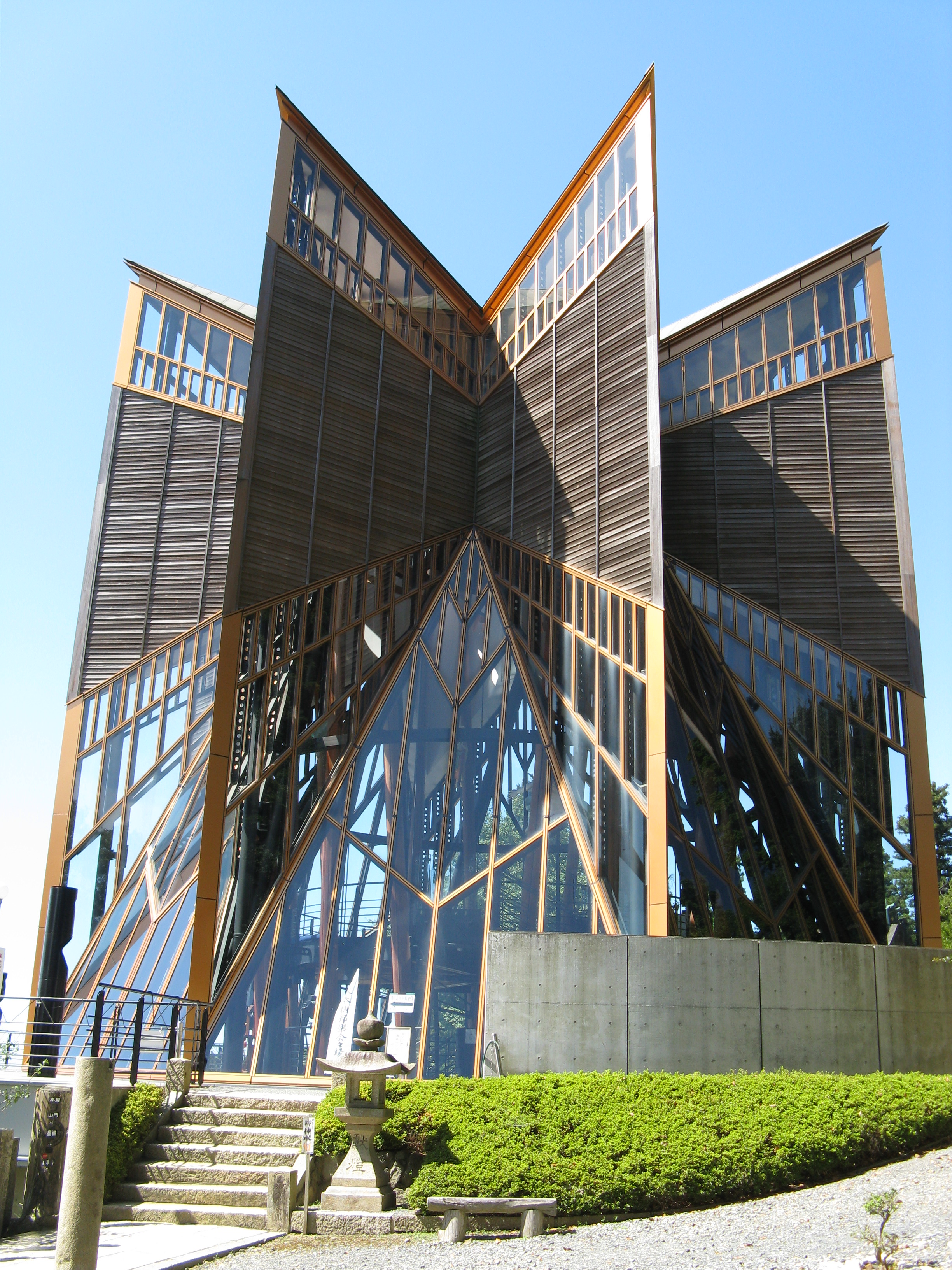
信徒会館　星嶺

能勢妙見山（のせみょうけんざん、英: Nose Myōkenzan）は、大阪府豊能郡能勢町にある日蓮宗の寺院。山号は無漏山（むろさん）。本尊は妙見菩薩。妙見山の山頂付近にあり、北極星信仰の聖地として知られる。

## 概要
能勢妙見堂（のせみょうげんどう）、また神仏習合時代の名残で境内入口に鳥居があることなどから、能勢妙見宮（のせみょうげんぐう）との通称もある。
正式には無漏山眞如寺 境外仏堂 能勢妙見山と言い、能勢町地黄にある真如寺の境外仏堂である。境外仏堂とは飛び地境内にある仏堂の意だが、本寺の真如寺よりもはるかに多くの参詣者を集めており、関西地区における日蓮宗の寺院等においては重要な位置を占める。開山以来、真如寺住職が併せて受持していたが、宗教団体法の規定に基づき、1941年（昭和16年）に真如寺所属の仏堂となった。なお、山腹にある本瀧寺は妙見菩薩を祀り寺紋も酷似しているが、能勢妙見山とは無関係な天台宗系の妙見宗の寺院である。

## 歴史
当山の歴史は天平勝宝年間（749年 - 757年）に、為楽山（いらくさん、現・妙見山）の山頂に行基が為楽山大空寺を建立したことに始まるとされる。
平安時代の寛和2年（986年）、妙見菩薩を信仰していた源満仲が屋敷で祀っていた鎮宅霊符神像（妙見菩薩の別名）を当地へ遷座した。その後、満仲の孫である源頼国が能勢に移住して能勢氏を称し、この地の領主となると、当地の妙見菩薩を篤く信仰した。
天正9年（1581年）に明智光秀に攻められた能勢頼次が本拠地の丸山城から当山に移り、山頂の大空寺の跡地に為楽山城（大空寺城）を築いて光秀軍と戦うが、やがて光秀に降伏した。しかし、本能寺の変で織田信長が光秀に殺されると、そのまま光秀の下にとどまっていた頼次は羽柴秀吉の攻撃を受け、丸山城が落城した。為楽山城にいた頼次は城を脱出して備前国に逃亡したため能勢の領地を失ってしまった。
その後、頼次は徳川家康の家臣となり　慶長5年（1600年）の関ヶ原の戦いで活躍したことにより、再び能勢の地を領地として宛がわれ、頼次は能勢氏を江戸幕府の旗本として再興した。
頼次は日蓮宗の日乾（後の日蓮宗総本山である身延山久遠寺21世）に帰依し、頼次自ら開基となり日乾を新たに開いた真如寺の開山とした。慶長8年（1603年）には日乾の手によって新たな妙見菩薩像が彫られるが、これを行基ゆかりの大空寺の趾であり、またかつての自城であった為楽山城の跡地に慶長10年（1605年）に建立した本殿（開運殿）に祀ることとした。こうして山の名も妙見山と呼ばれるようになった。これが現在の能勢妙見山である。
その後、能勢氏の外護（げご）のもと多くの参詣者が当山を訪れるようになり「能勢の妙見さん」として近畿のみならず全国的に名が知られるようになった。当時の賑わいは落語の『不精の代参』からもうかがい知れる。
明和5年（1768年）3月15日には妙見山の女人禁制が解かれ誰でも入山できるようになった。安永2年（1773年）には本殿（開運殿）の内拝が許され、さらなる賑わいを見せた。
翌安永3年（1774年）、能勢頼直は江戸の本所に下屋敷を拝領したため妙見菩薩を屋敷内に勧請したが、やがてそれを発展させて誰もが参詣できるようにし妙見山別院とした。火伏札である「能勢の黒札」は火事の多かった江戸の町で大いに流行した。妙見山別院は坂本龍馬や勝海舟親子も通っていたことで知られており、NHKの大河ドラマ「龍馬伝」でも妙見山別院が紹介された。また、11代目能勢頼富の代のとき（天保11年）に、大坂・天満の夫婦池跡地に建てられた能勢氏天満屋敷内に妙見堂を建立し、そこに能勢妙見山の御霊像が法華勧請された（現在は正善院）。
天明7年（1787年）、焼失していた本殿（開運殿）を頼直の寄進によって再興した。

## 境内
- 本殿（開運殿） - 天明7年（1787年）、能勢頼直により再建。
- 祖師堂（棲神殿） - 1896年（明治29年）改修。
- 浄水堂 - 4代目中村歌右衛門による寄進。
- 経堂 - 寛政8年（1797年）8月、能勢頼直により建立。
- 絵馬堂 - 寛政8年（1797年）8月、能勢頼直により再建。
- 庫裡 - 1975年（昭和50年）5月再建。
- 祥雲閣 - 1902年（明治35年）建築。
- 鐘楼
- 日蓮聖人像
- 山門 - 山門は大阪府と兵庫県の県境にある。
- 信徒会館「星嶺」 - 1998年（平成10年）4月築。
- 宝物館 - 1922年（大正11年）築。
- 日乾上人像
- 能勢頼次像

### 信徒会館「星嶺」
山頂付近には「星嶺」（せいれい）という、当山の寺紋（能勢氏の家紋である切竹矢筈十字）をかたどった信徒会館が1998年（平成10年）4月に建てられており、2階の礼拝堂は床が全てガラス張りという仏教の礼拝堂とは思えない構造となっている。中には以前は寺院の売店があり、この売店は簡易郵便局も受託していた。能勢妙見宮の簡易郵便局受託解除により郵政民営化直前の2007年（平成19年）5月2日限りで一時閉鎖扱いとなった。その後2009年（平成21年）6月29日に、境内の北側にある特定郵便局であった元・妙見山郵便局の局舎にて委託者を変更して再開した。売店があった頃はいつでも自由に内部に入ることができ、無料休憩所もあったが、現在では毎月15日の月例法要や星嶺祭など特別行事の時以外は立ち入れなくなっており、売店は寺務所の左手の廃業した旅館に移っている。設計は高松伸で、1999年にBCS賞を受賞している。

## 交通
当山への参道として能勢街道が、大阪市から池田市を経て当山まで古くから通じていた。また、能勢電鉄も元々は当山への参詣用に敷設されたものだった。2023年12月以降、妙見山へのアクセスは徒歩または自家用車のみとなっており、公共交通機関では直接アクセスできない。
山頂までは多くの旧参詣道（ハイキング道）がある。その多くが山麓から1時間以上かかるが、自家用車で訪れる場合の最も手軽なルートは本瀧寺から登るルートとされる。本瀧寺の本堂脇から登山道に入り、途中で廃寺の脇を通るなどして30分ほどで能勢妙見山本堂に到達できる。旧妙見山上停留所横に有料駐車場（1回500円）がある。
初日の出や初詣などで、大晦日から三が日にかけて例年非常に多くの参詣客が訪れるため、野間峠バス停（妙見荘交差点） - 清滝口交差点間は下り専用の一方通行となる。車で登る場合はバイパス経由のルートのみとなるなど、妙見山頂へ向かう主だった道路が一部一方通行にされることがある。
祈祷などの参拝者や奉賛会会員に限り、寺院側に事前予約をすれば、以下の3地点からの送迎が行われる。
- 池田方面から阪急バス東能勢線「妙見口」停留所（豊能町野間口）
- 亀岡方面から亀岡市ふるさとバス「神地」停留所（亀岡市西別院町）
- 能勢電鉄妙見口駅（豊能町吉川）

### バス（廃止）
かつては、阪急バスが阪急茨木市駅・国鉄茨木駅から並びに内本町二丁目・梅田から、京都交通のバスが京都駅前（かつては京都祇園）・阪急桂駅・JR亀岡駅から運行されていたこともあった。茨木からの路線は1967年10月、大阪市街からの路線は1967年12月、京都市街からの路線は2005年4月に廃止された。
もっとも運行本数が多かった路線は、阪急バスによる阪急電鉄宝塚線の池田駅からの路線であった。1997年12月に通年での直通運行が無くなった後も、2011年度までは正月三が日に直通運行があった。1997年12月に運行区間が短縮されて、余野（豊能町。池田駅や千里中央駅、茨木駅から路線あり） - 妙見山上を結ぶ阪急バス東能勢線137系統（日祝日のみ運行）が2019年7月7日の最終運行をもって（2019年7月13日のダイヤ改正で）廃止され、妙見山上へ乗り入れる路線バスはなくなった。
2019年7月に廃止になった阪急バス「妙見山上」のバス停留所標識柱は、廃止後に寺院側の要望によって阪急バスから譲渡され、境内に場所を移して記念碑として保存されている。

### ケーブル・リフト（廃止）
能勢電鉄妙見線の妙見口駅から徒歩約30分または阪急バスで「ケーブル黒川駅」停留所で、妙見の森ケーブル黒川駅へ。ケーブルに乗りケーブル山上駅で降車後、妙見の森リフトを乗継ぎ、徒歩300mで鳥居前へ到達した。
吉川（能勢電鉄妙見口駅） - ケーブル前間のバス路線は、京都交通による運行が行われていたが、2003年7月に廃止され、能勢町による運行助成のもとで阪急バスに引き継がれた。
正月三が日には、能勢電鉄などともに大晦日から元旦にかけて終夜運行されており、2019年まではこれに接続するバスも終夜運転されていた。
妙見の森ケーブル・妙見の森リフトは2023年12月3日を最終運行日として廃止された。

## 文化財

### 大阪府・川西市指定天然記念物
- 妙見山のブナ林[16]